# مسیاس مایگواسکا
مِـسیاس مایگواسکا (اسپانیایی: Mesías Maiguashca‎؛ زادهٔ ۲۴ دسامبر ۱۹۳۸) آهنگساز و مدرسِ موسیقی اهل اکوادور است.
او دانش‌آموختهٔ مدرسه عالی موسیقی ایستمن و از شاگردان آلبرتو خیناسته‌را و کارل هاینز اشتوکهاوزن و چهره‌های شاخص مکتب موسیقی کلن است.